# 十一年式步兵炮
十一年式步兵炮（日文：十一年式平射歩兵砲）為日本製造的步兵炮。

## 簡介
一戰後，日本獲得部分歐洲戰場經驗，為了應付戰爭帶來的變化(主要是戰車的出現)，因此向法國引進37毫米M1916TRP步兵炮授權製造出此款步兵炮取代重機槍作為新型步兵支援武器。在引進後日本依照國情對火炮進行少量改造，主要變更點為將輪型炮架撤除更換為X字型炮架並在炮架下安裝小型鋼製車輪，改造後的炮架適合陣地轉移以及人員搬運，但無法使用馬匹拖運只能使用駝運，火炮於1922年(大正11年)開始量產，因此稱為十一年式步兵炮。
對於日本陸軍而言，此款步兵炮的配發讓步兵有自己的支援火器進行機槍陣地與碉堡壓制火力，不需要完全倚靠炮兵部隊支援。每門炮的炮班(戰炮分隊)編制11人，炮長為下士官1人、兵10人（炮手8人、馬夫2人）、馱馬2匹，火炮可由1匹馬駝運，或是4名炮班人員抬運，甚至是將火炮分解由7人攜帶；使用方式是在日軍步兵師編制內以戰炮隊規模配發至大隊底下，每大隊配發兩門步兵炮，然後聯隊還有四門直屬步兵炮，理想狀況下每個日軍旅級單位會配發10門步兵炮作為基礎火力支援；在專業反戰車炮尚未服役前甚至配發了16門兼具反戰車任務，但是對日軍而言步兵炮的任務主要還是消滅敵軍機槍陣地為主，充當反戰車炮使用的作法只能算是聊配一格，在火力不符合反戰車武器的需求下在1930年代很快的被九四式37毫米反戰車炮取代，而步兵炮的地位則被九二式步兵炮取代，因此在二戰中十一式步兵炮大多數是配發在滿州國軍以及各地偽軍這類二線部隊的標準火力支援武裝。
除了日本陸軍以外，奉系軍閥也在奉天兵工廠生產了部份十一年式步兵炮，奉天兵工廠生產的版本稱為遼十四式三七平射炮，至1931年九一八事件前產製了370門。與日本原版的差別為安裝了一片重13.5公斤的炮盾，火炮放列全重加重為109.8公斤。另外因不明原因在規格上遼十四式的最大射程僅有3,330公尺。

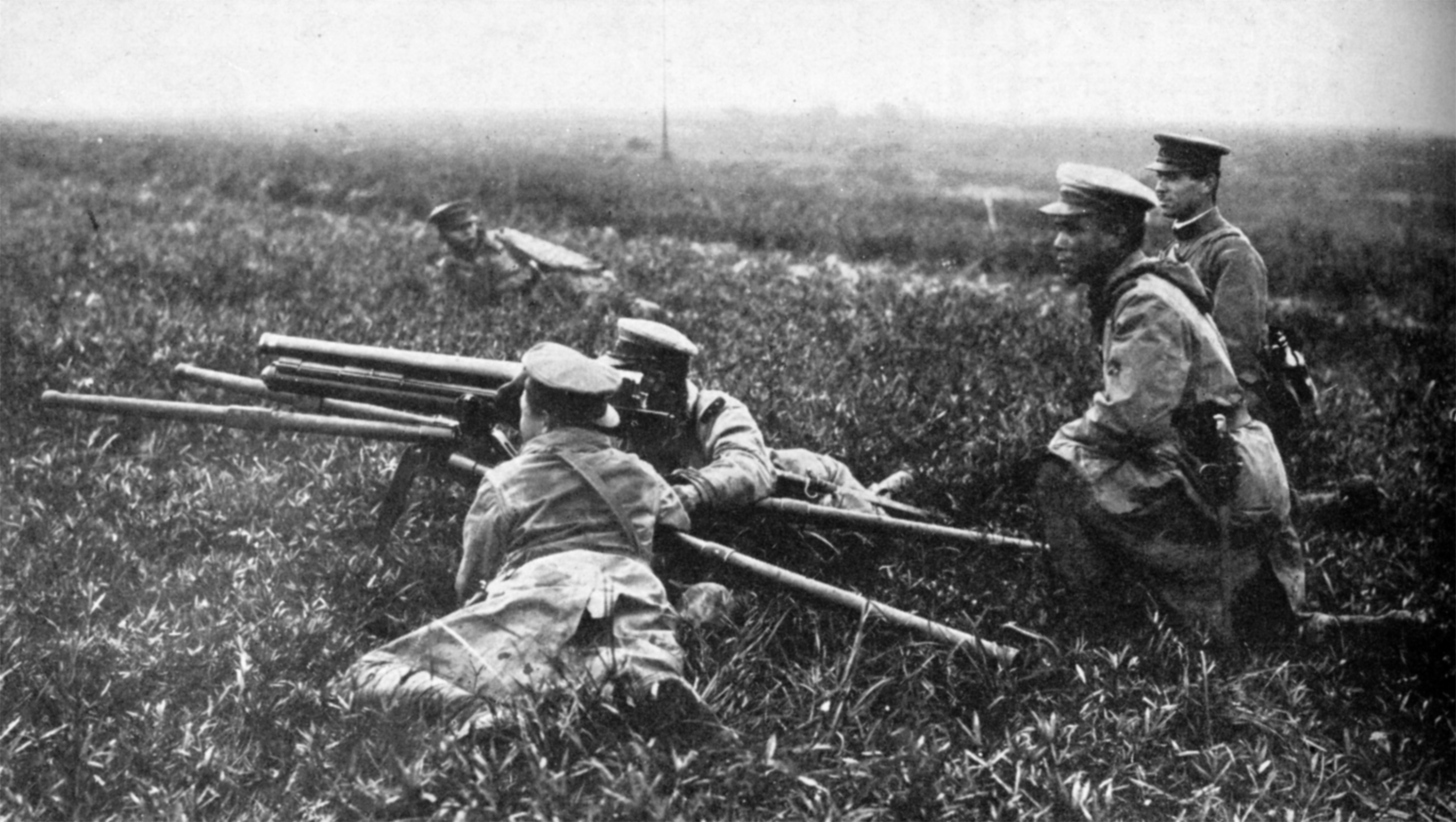
射擊狀態的十一年式步兵炮，前面兩位為操作火炮的炮手，炮手後方為指揮之炮長，火炮右後方的2人為彈藥手